# 保曼·达尼埃尔
保曼·达尼埃尔（匈牙利語：Pauman Dániel，1986年8月13日—），匈牙利男子皮划艇运动员。他曾代表匈牙利参加2012年夏季奥林匹克运动会皮划艇比赛，获得男子四人皮艇1000米银牌。